# 下秀久
下秀久（した ひでひさ），日本戰國時代武將。上杉氏、最上氏的家臣。次右衛門。對馬守。下重實的次男。名諱是吉忠、康久。正室為土肥政繁的女兒。

## 略歷
下氏是越後國揚北眾的黑川氏一族。父親伊賀守重實是越後守護上杉氏的被官，但在天文21年（1552），被長尾景虎（後來的上杉謙信）要求切腹。兄長久長於御館之亂時加入景勝方，但於赤田合戰中戰死。
秀久原本仕於後北条氏，1589年（天正17年），後來擔任上杉家出羽庄内三郡的代官及尾浦城主。1600年（慶長5年），關原之戰時進攻最上領，包括白岩城、谷地城等地區的攻略，但後來直江兼續撤退時並未通知秀久，因此在谷地城被孤立，在最上軍的猛攻下降伏。然而最上義光饒恕秀久一命，並讓他擔任庄内侵攻的先鋒。秀久攻略尾浦城後，成為最上家臣及尾浦城主，獲得領地2萬石。
生卒年不詳，家督由兒子秀實繼承。一說秀實在一栗高春謀反被殺死，秀久因此被殺害，然而秀實是否是虛構人物，以及文獻中的「次右衛門」是否為秀實尚有爭議，因此排除秀久被殺害一事。
原本下秀久領得最上義光長子義康的一字偏諱，改名為「康久」，自義康被暗殺後改回本名。